# Artūras Žurauskas

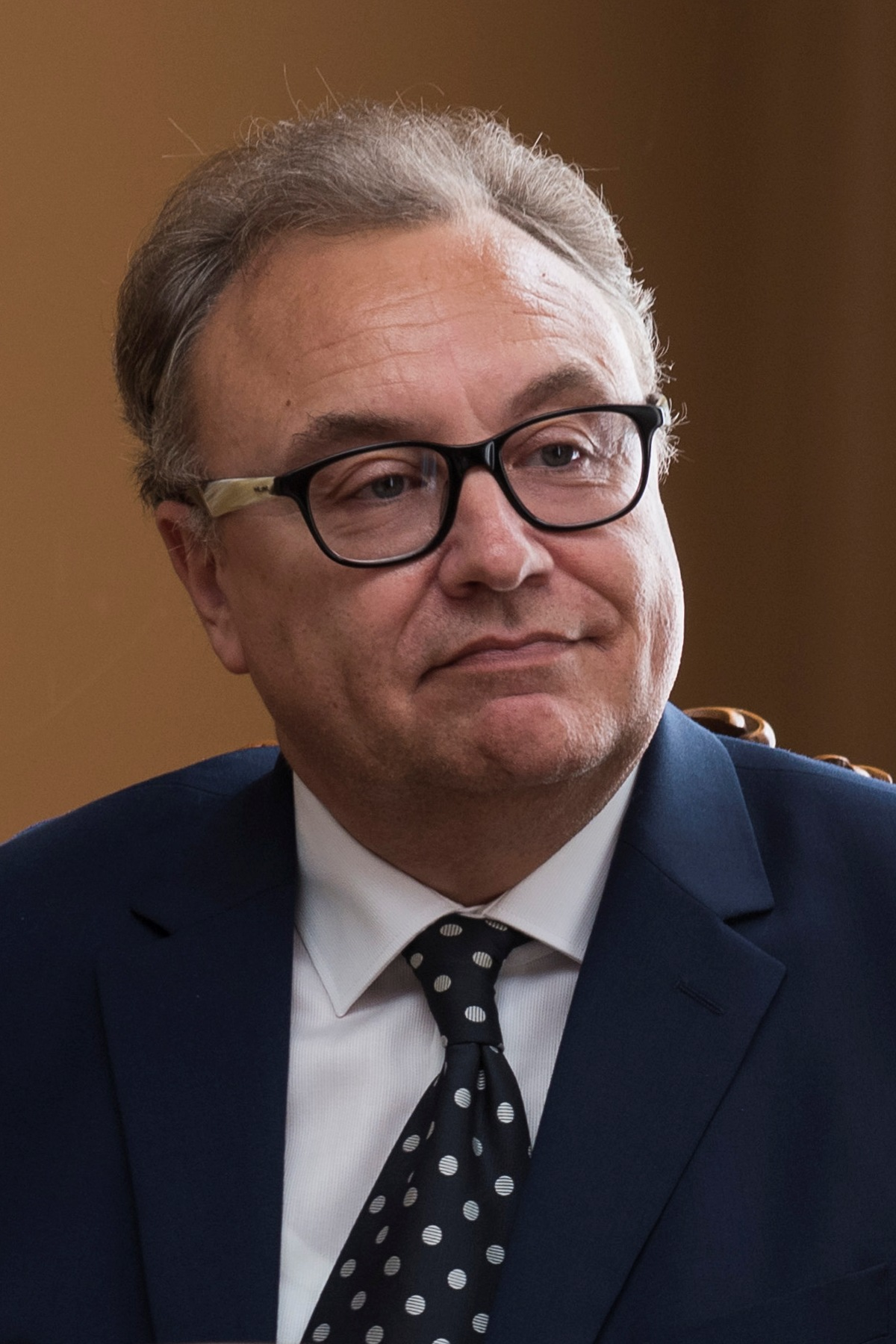
Artūras Žurauskas (2016)

Artūras Žurauskas (* 20. August 1961 in Molėtai) ist ein litauischer Verwaltungsjurist und Diplomat.

## Leben
Nach dem Abitur an der Mittelschule absolvierte er von 1979 bis 1984 das Diplomstudium der Rechtswissenschaften an der Vilniaus universitetas und von 1987 bis 1989 die Aspirantur an der sowjetischen Akademie des Innenministeriums UdSSR. 1991 promovierte er dort im Strafprozessrecht. Von 1984 bis 1987 arbeitete er im sowjetlitauischen Innenministerium als Vernehmer, von 1989 bis 1993 lehrte an der Polizeiakademie Litauens. Seit 1993 arbeitet er im Außenministerium Litauens, seit 2001 ist er Botschafter (ab 2012 in Aserbaidschan, seit 2016 in Lettland).